# Kerboga
Kerboga (arabsky ‏كربغا‎, turecky Kürboğa) († 1102) byl mosulský atabeg v době první křížové výpravy. Ve známost vešel především díky svým neobyčejným vojenským schopnostem.

## Život
Když se roku 1098 doslechl, že křižácká vojska obléhají Antiochii, svolal své oddíly a vydal se město osvobodit. Při jeho příchodu, dne 7. července, ale měli křižáci město již čtyři dny ve svých rukou. Z tohoto důvodu zahájil Kerboga vlastní obléhání města, čímž obrátil postavení křesťanských jednotek.
Během obléhání byl vyslán mnich Petr Poustevník, jako jednatel křesťanských šlechticů, který měl Kerbogovi navrhnout možnost řešení konfliktu pomocí souboje. Kerboga se však cítil jistý svým vítězstvím a posla odmítl.
Ve městě mezitím došlo (na základě pochybných vizí Petra Bartoloměje) k nálezu Kopí osudu, což v křesťanské armádě značně povzbudilo morálku. Ve stejném čase vypukly v Kerbogově táboře neshody. Když se Bohemund z Tarentu, vůdce křižáků, rozhodl zaútočit, byl Kerboga nemile překvapen, protože jeho zvědové ho informovali o slabé a špatně organizované armádě. Kerboga se ocitl v boji s motivovanými a sjednocenými oddíly, během kterého se jeho vojsko rozpadlo. Atabeg byl poražen a vrátil se zbytkem své armády zpátky do Mosulu. Porážka pro něj měla negativní důsledky v oblasti osobní prestiže a moci.